# NAFA
North American Fur Association (NAFA) — канадский пушной аукцион. Занимает 3-е место в мире по своей величине.
Основным товаром NAFA является американская норка, выпускаемая под брендом BlackNafa. Кроме того, здесь продаётся мех таких животных как выдра, соболь, енот, койот, лиса, рысь, ондатра, барсук, скунс, опоссум, белка, горностай и медведь. Аукцион проходит 4—5 раз в год в Торонто. В феврале выставляется лучший товар, в мае — менее качественный, а в сентябре — остатки с дефектами.